# Вербукховен, Шарль Луи
Шарль Луи Вербукховен (Вербукговен; фр. Charles-Louis Verboeckhoven; 5 марта 1802[…], Warneton, Эно — 22 сентября 1889, Схарбек) — бельгийский художник-маринист. Младший брат художника-анималиста Эжена Вербукховена (1799—1881).

## Биография
Родился в 1802 году в семье скульптора Бартелеми Вербукховена. Учился живописи под руководством отца и старшего брата, в 1815 году вместе с семьёй переехал в Гент, а ещё несколько лет спустя — в Брюссель. 
Активно участвовал в Бельгийской революции 1830 года в качестве артиллериста, за что в дальнейшем был награждён бельгийским Военным крестом. 
В 1824 году дебютировал на Брюссельском салоне с морским пейзажем, и в дальнейшем являлся постоянным его экспонентом. В 1833 году получил серебряную позолоченную медаль Брюссельского салона, в 1836 году — бронзовую медаль. Помимо Брюсселя, регулярно выставлялся на салонах Гента и Антверпена. Несколько раз между 1824 и 1855 годами отправлял свои картины на Парижский салон, а на Всемирной выставке 1855 года в Париже был награждён золотой медалью. 
Шарль Луи Вербукховен неоднократно переезжал, жил в нескольких бельгийских городах, а кроме того, совершал долгие путешествия по бельгийским, голландским, английским и французским побережьям в поисках натуры для своих произведений. 
Плодовитый художник, Вербукховен создал множество морских и прибрежных пейзажей с фигурами и кораблями. Хотя некоторая однотипность его работ служила предметом упрёков, Вербукховен был востребован и коммерчески успешен. Являлся действительным членом (академиком) Королевской академии художеств Брюсселя.
Его сын, Луи Теодор Вербукховен (1827—1884), также стал художником.
Скончался Шарль Луи Вербукховен в Схарбеке в 1889 году.

## Вербукховен вЭСБЕ
Шарль-Луи В., живописец видов моря (1802—1889). Он образовался также в мастерской своего отца, а затем в поездках на берега Немецкого моря, которые и составляли впоследствии почти исключительный сюжет его картин.
— Вербукговен // Энциклопедический словарь Брокгауза и Ефрона : в 86 т. (82 т. и 4 доп.). — СПб., 1890—1907.

## Галерея

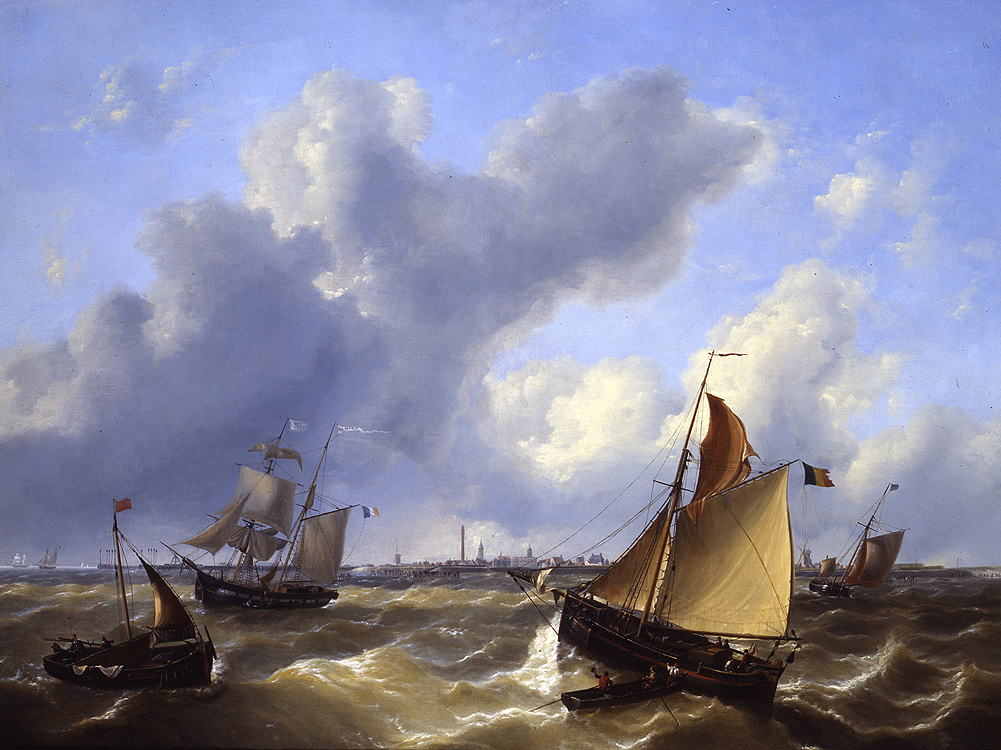
Ветреный день в Остенде
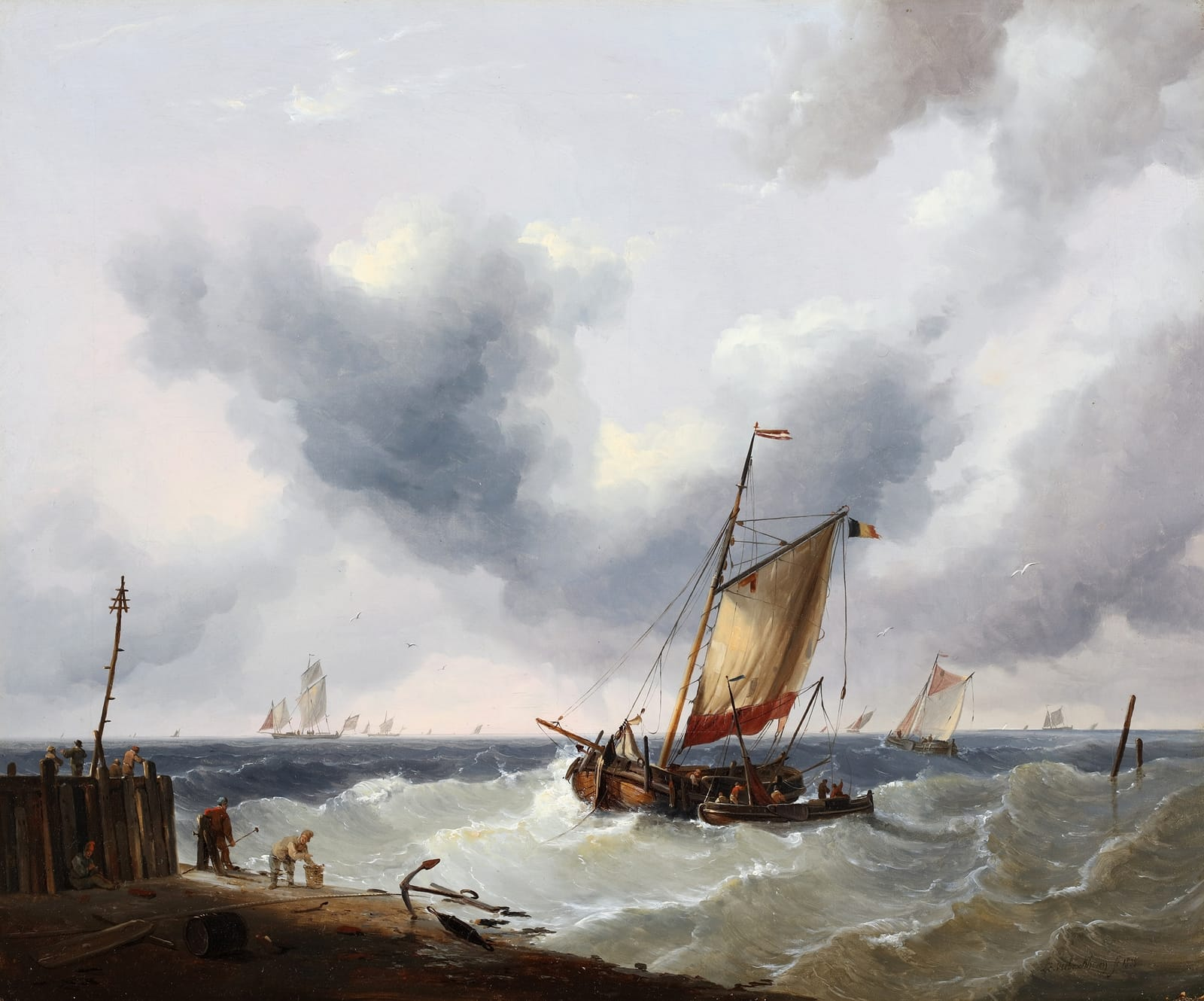
Лодки в бурном море вблизи побережья (1835)
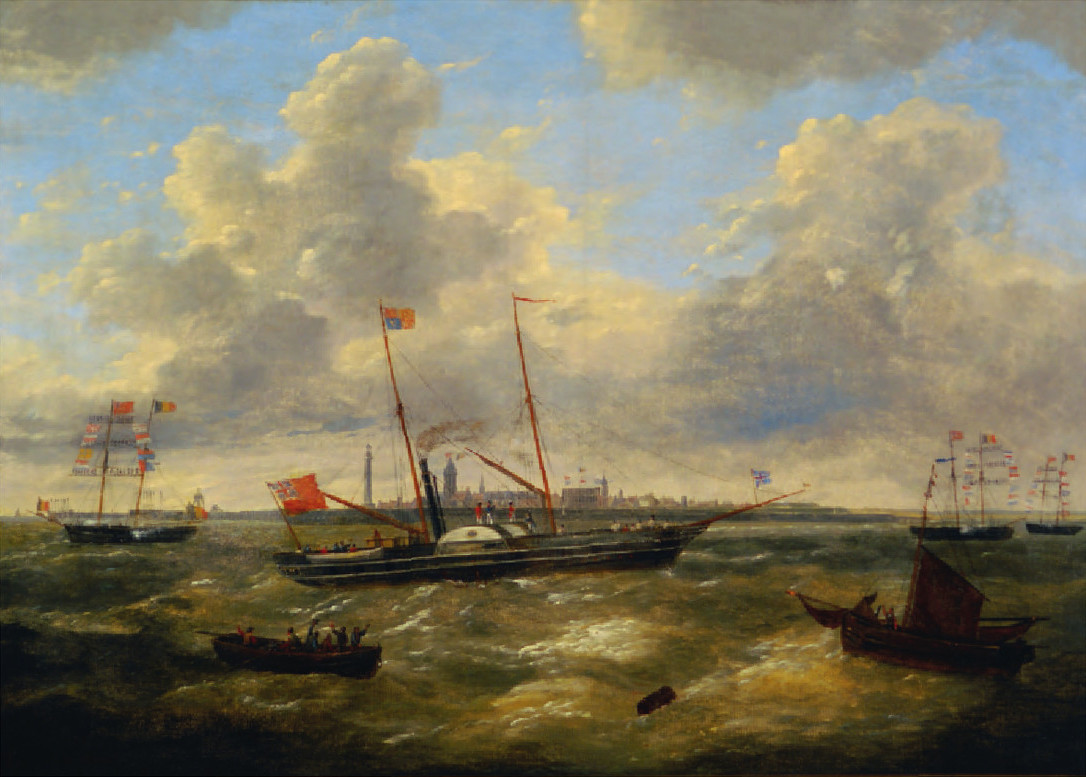
Прибытие яхты королевы Виктории в Остенде (1843)
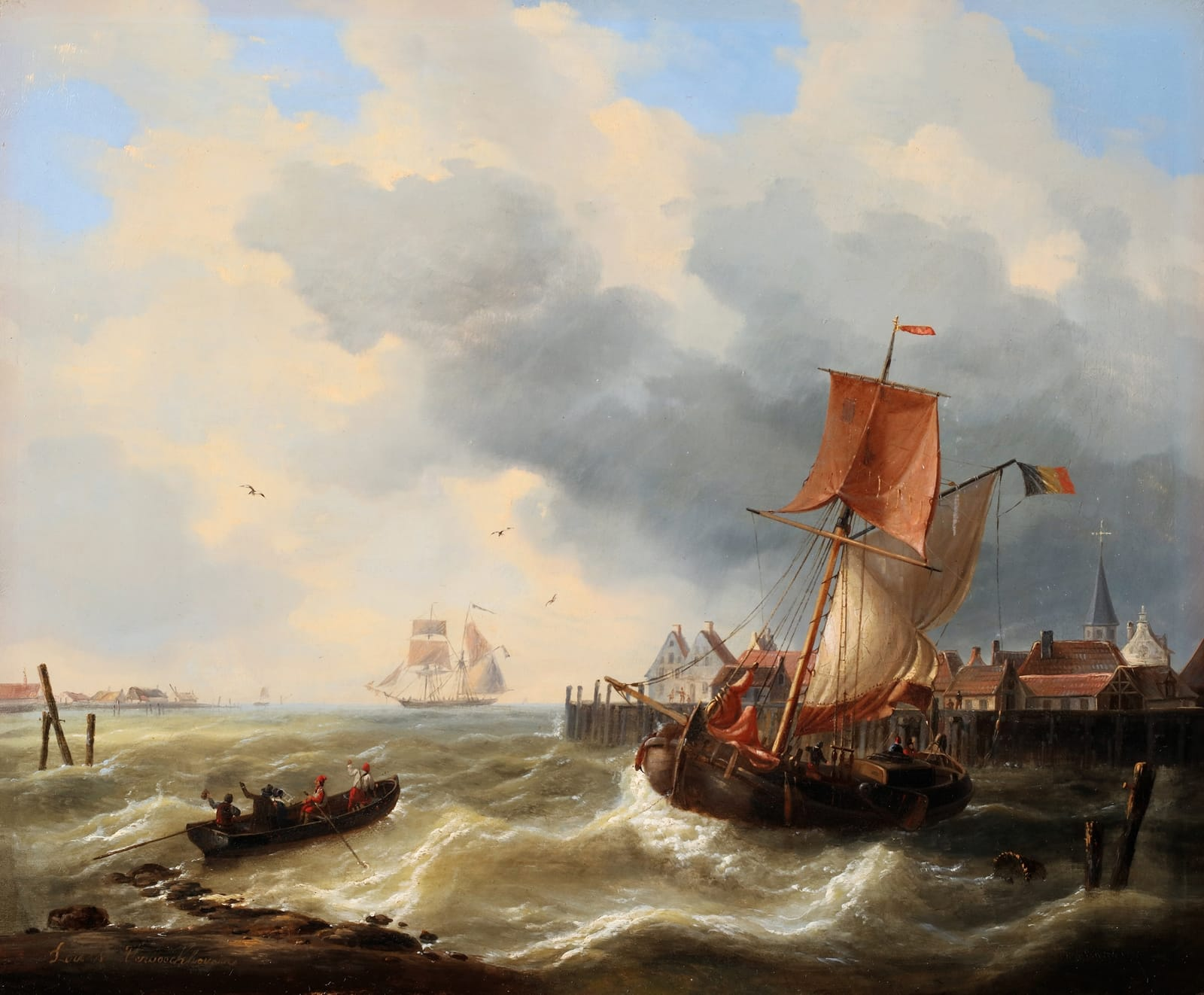
Корабли покидают порт